# Antti-Jussi Niemi
Antti-Jussi Jormanpoika Niemi (ur. 22 września 1977 w Vantaa) – fiński hokeista. Reprezentant Finlandii, olimpijczyk.

## Kariera
- Jokerit U20 (1993–2008)
- KJT (1995)
- Jokerit (1995–2000)
- Anaheim Ducks (2000–2001)
- Cincinnati Mighty Ducks (2000–2002)
- Jokerit (2002–2003)
- Frölunda (2003–2008)
- Łada Togliatti (2009–2009)
- Leksands IF (2009)
- Jokerit (2009–2014)

Wychowanek klubu EVU. Wieloletni zawodnik Jokeritu, od kwietnia 2009 ponownie zawodnik tego klubu. W lutym 2012 przedłużył kontrakt z klubem o dwa lata. Był zawodnikiem Jokeritu do marca 2014. W grudniu 2014 ogłosił zakończenie kariery.
Uczestniczył w turniejach mistrzostw świata w 1998, 1999, 2000, 2001, 2004, 2005, 2008, oraz na zimowych igrzyskach olimpijskich 2006.

## Sukcesy
Reprezentacyjne
- Złoty medal mistrzostw Europy juniorów do lat 18: 1995
- Srebrny medal mistrzostw świata: 1998, 1999, 2001
- Brązowy medal mistrzostw świata: 2000, 2008
- Srebrny medal zimowych igrzysk olimpijskich: 2006

Klubowe
- Złoty medal mistrzostw Finlandii: 1996, 1997 z Jokeritem
- Srebrny medal mistrzostw Finlandii: 2000 z Jokeritem
- Brązowy medal mistrzostw Finlandii: 1998, 2012 z Jokeritem
- Puchar Europy: 1996 z Jokeritem
- Puchar Kontynentalny: 2003 z Jokeritem
- Drugie miejsce w European Trophy: 2011 z Jokeritem
- Złoty medal mistrzostw Szwecji: 2003 z Frölundą
- Srebrny medal mistrzostw Szwecji: 2006 z Frölundą

Indywidualne
- Mistrzostwa świata juniorów do lat 20 w 1998:
  - Zdobywca zwycięskiego gola w meczu finałowym
- Mistrzostwa świata 2002:
  - Najlepszy napastnik turnieju
  - Skład gwiazd turnieju